# AS Atletico Trivento
Associazione Sportiva Dilettanti Atletico Trivento byl italský fotbalový klub sídlící ve městě Trivento. Klub byl založen v roce 1964. V sezóně 2007/08 se podařilo Triventu vyhrát Eccellenzu a postoupit do Serie D. Klub se po sezóně 2011/12, ve které skončil na šestém místě, odhlásil ze Serie D a byl poté následně zlikvidován.